# Сакхир
Бахрейн Интернешънъл е писта в Бахрейн.
Пистата се намира в Сакхир, на 30 км югозападно от Манама, столицата на острова. На нея се провеждат състезанията за Голямата награда на Бахрейн - кръг от Формула 1.

## История
Изградена от 2002 до 2004 година, пистата става домакин на първото Гран При, проведено в Близкия изток през 2004 година.

## Характеристика
Дължината ѝ е 5412 м. Пистата се състои от 15 завоя. Конструирана е от германския архитект Херман Тилке.

## Рекорд на пистата
| Година | Време    | Пилот          | Конструктор | По време на |
| 2004   | 1:30,252 | Михаел Шумахер | Ферари      | Състезание  |
| ------ | -------- | -------------- | ----------- | ----------- |

## Победители във Формула 1
| Година | Пилот           | Конструктор           | Статистика |
| ------ | --------------- | --------------------- | ---------- |
| 2014   | Луис Хамилтън   | Мерцедес АМГ Петронас | Статистика |
| 2013   | Себастиан Фетел | Ред Бул-Рено          | Статистика |
| 2012   | Себастиан Фетел | Ред Бул-Рено          | Статистика |
| 2011   | Отменено        |                       | Статистика |
| 2010   | Фернандо Алонсо | Ферари                | Статистика |
| 2009   | Дженсън Бътън   | Браун-Мерцедес        | Статистика |
| 2008   | Фелипе Маса     | Ферари                | Статистика |
| 2007   | Фелипе Маса     | Ферари                | Статистика |
| 2006   | Фернандо Алонсо | Рено                  | Статистика |
| 2005   | Фернандо Алонсо | Рено                  | Статистика |
| 2004   | Михаел Шумахер  | Ферари                | Статистика |